# Lahnajärvi (sjö i Villmanstrand, Södra Karelen)
Lahnajärvi är en sjö i kommunen Villmanstrand i landskapet Södra Karelen i Finland. Sjön ligger 33,3 meter över havet. Arean är 80 hektar och strandlinjen är 11,61 kilometer lång. Sjön  ingår i Vilajokis huvudavrinningsområde.   Den ligger omkring 31 km söder om Villmanstrand och omkring 180 km öster om Helsingfors. 
I sjön finns ön Karhusaari. 